# Boatlaname
Boatlaname est une ville du Botswana.